# ジョンソン・タウン

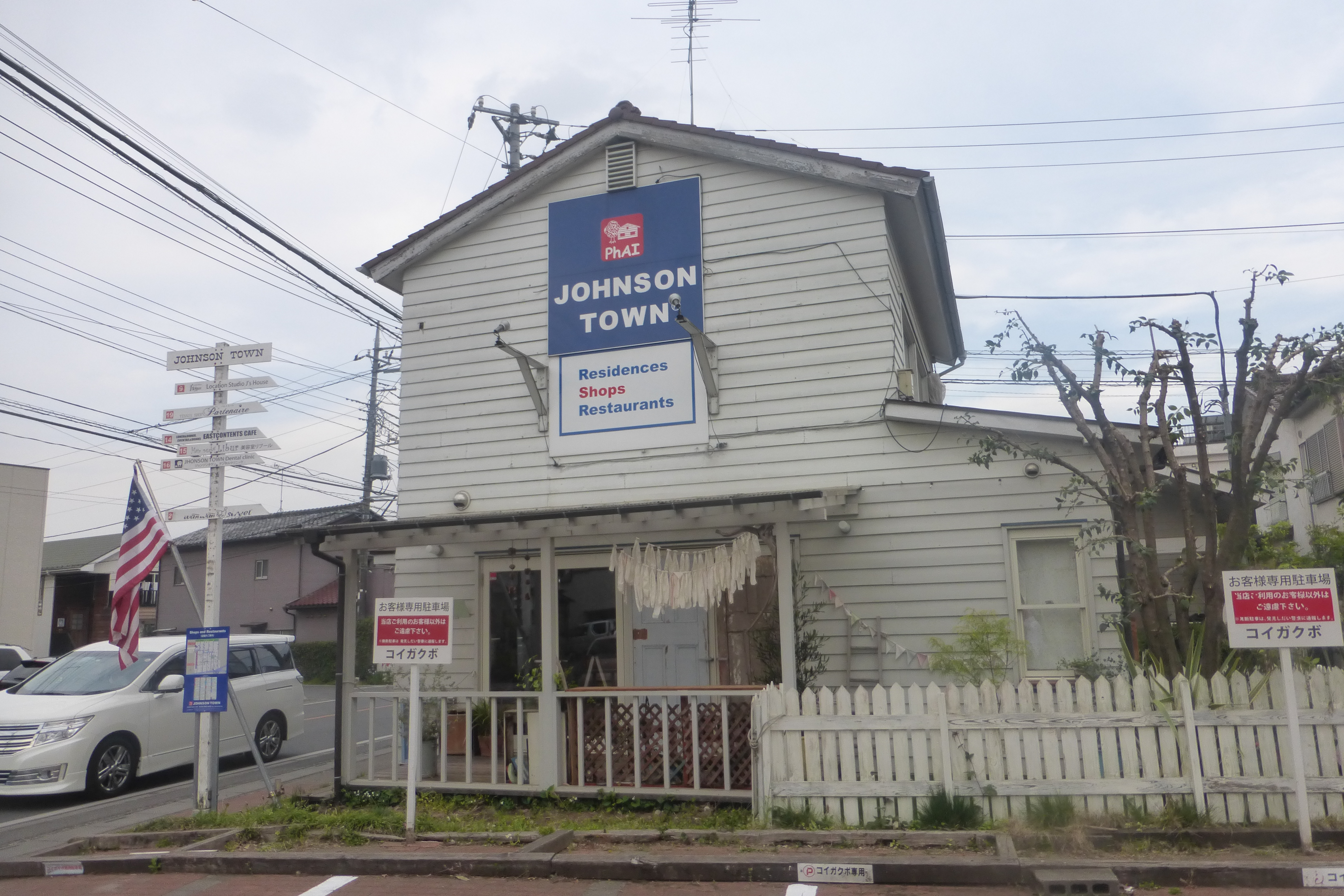
ジョンソン・タウン

ジョンソンタウン (英語: JOHNSON TOWN) とは、埼玉県入間市東町1丁目の国道463号沿いにある元米軍住居地域跡地全体の名称。
所有・管理者の株式会社磯野商会によって再整備、統一された街並みとして維持され、米軍ハウス23棟、平成ハウス35棟、日本家屋4棟、セキスイＭ1が7棟、その他10棟の合計79棟（2017年5月現在）の建物が住居用・店舗用として賃貸されている。

## 概要
当該地とその周辺にあった米軍のジョンソン基地（現:航空自衛隊入間基地）軍人が住んでいた米軍ハウス群を残した区画であり、米国風の街並みとなっている。敷地面積は約25,000m2。約130世帯・210名ほどが暮らしている。飲食店や雑貨店など約50店舗があり敷地内には白い横張りの板壁が特徴的な平屋住宅が建ち並び、米軍ハウスと呼ばれる平屋のアメリカン古民家と平成ハウスと呼ばれる現代的低層新築住宅が混在している。またテナントとしてカフェやレストラン、雑貨店など約50店がこれらのハウスにて営業している。来店客やアメリカ風の街並みを見学する観光客で賑わいを見せており、フリーマーケットなども開催されている。
2006年（平成18年）公開の映画『シュガー&スパイス 風味絶佳』のロケ地として使われ、その後もテレビドラマ、ファッション雑誌、CDジャケットなどの撮影にたびたび使用されている。ただし全てが私有地、道路は私道であるため、所有者は無断でのロケを禁止している。また店舗以外は個人住宅のため敷地内・路地への立ち入りや建物の撮影は制限されている。所有者は今後も賃貸業を継続し、景観を守る意向である。

## 歴史
1938年（昭和13年）頃、磯野農園が現在の入間基地にあった陸軍航空士官学校に勤める将校たちのために平屋の日本家屋を建設したのが始まり。
1945年（昭和20年）、陸軍航空士官学校は進駐軍に接収されジョンソン基地となり、1950年（昭和25年）の朝鮮戦争開戦に伴う米軍増派に伴い、米国は基地周辺の民有地にも米軍人用の住宅（通称:米軍ハウス）建設を求めた。ジョンソン基地近くに広大な土地を所有していた磯野商会にも国から建設要請があり、1954年（昭和29年）にその要請に応じ米軍ハウス24棟を建築。当時ジョンソン基地周辺には米軍ハウスが600～700棟ほどあったといわれている。
1978年（昭和53年）米軍がすべて撤退したことに伴い、米軍ハウスは空き家となり、一般向けの賃貸住宅として利用されたものの、老朽化が進んでいった。また米軍の撤退に伴い、周辺に多数あった米軍ハウスは取り壊され、残っているハウスは数少ない。
1996年（平成8年）に、ここ一帯の地主であった磯野商会の社長が交代。（兄から事業を引き継いだ磯野達雄が就任）「磯野住宅」復興策の検討を開始。
2003年（平成15年）に磯野住宅の復興方針が決定。「良い住宅地にしたい」
最初の平成ハウス（１号）が完成。以降、約10年かけて米軍ハウスはリノベーションし、日本家屋は米軍ハウス風の建物（平成ハウス）に建て替えられ街並みが整えられていった。
2009年（平成21年）に「磯野住宅」を「ジョンソンタウン」へ改名、商標登録した。
2015年（平成27年）5月、平成27年度都市景観大賞都市空間部門において大賞（国土交通大臣賞）を受賞した。建物を廃墟から再び利用できる状態に回復し、往時の街並みを復興し新たな活用に供した事業に対し、「荒廃した困難な状態を克服し、文化遺産を改修・保全して、文化的で魅力あふれる景観を生み出した価値ある事例」と評価された。
2017年（平成29年）4月、2017年 日本建築学会賞（業績）を受賞した。「米軍ハウスの持つ建築学的価値を保存しつつ、米軍ハウスの理念を現代的価値で再解釈し自ら『平成ハウス』と呼ぶ新しい住宅の形を提案し同じ敷地に35棟建築したこと」「単に住宅を供給するだけではなく、新しい時代のまちのコミュニティによるイベントの開催と情報発信により地域の観光資源となり得ていること」「貸し主である（株）磯野商会がこの町の雰囲気と価値を維持するために、管理者としての熱き想いのもと、不断の努力を行っていること」の３点が評価された。
2017年（平成29年）9月、2017年度(第11回)キッズデザイン賞 子どもたちを産み育てやすいデザイン部門にて、優秀賞（少子化対策担当大臣賞）を受賞した。「広大な住宅地の再生にあたり、街の独自性を活かしながらコミュニティ形成を重視した街づくりを実践してきた成果が15年を経て実証されており、喫緊であるストック住宅問題や地域再生に新たなライフスタイルの提案をすることで「子どもと住みたい街づくり」につながることを示す好事例である。街に点在する路地をコミュニティ活動の拠点として活用し、住民の自発的なイベントや活動につながっている点も、地域の多様な住民が子育てに関わるモデルとして高く評価できる。」と評価された。
2021年（令和3年）10月、2021年度グッドデザイン賞において、金賞（経済産業大臣賞）を受賞した。「元⼊間基地前の荒廃していた⽶軍向け住宅地を再⽣させた賃貸住宅地。塀がなく、新たな緑道や家と家のあいだに残した路地も通過でき、残存する⽶軍ハウスと新たな標準住宅平成ハウスの建築群に統⼀したイメージをもっているまちなみは、優れた住宅地環境をつくりだしている。 ⼟地所有者と設計者の強い意志があり、丁寧に⾯接をして⼊居者を決めたり、外観や緑は守る⼀⽅で、内装については住⼈の相談に乗って⼤胆にリノベーションしている。そのため、個性的でありながらまちづくりの⽅向性を共有した店舗や活動が表出するまちとなっている。バリアフリーへの配慮や社会福祉法⼈との協⼒関係も築き、インクルーシブなまちづくりを進めている。まちの季刊誌も歴史や⽂化を掘り込んでいて、まちの魅⼒の共有を強化している。 このように、良質で独⾃なまちなみとライフスタイルを育んでおり、画⼀的な住宅地開発に対するオルタナティブとして⾼く評価できる。」と評価された。